# Mun Gyong-ae
Mun Gyong-ae (kor.  문경애; ur. 8 kwietnia 1969) – północnokoreańska lekkoatletka specjalizująca się w biegach długodystansowych.
Zdobyła srebrny medal w biegu na 10 000 metrów podczas mistrzostw Azji w 1989, w tym samym roku triumfowała w maratonie pekińskim. Dwa lata później indywidualnie zdobyła złoty medal mistrzostw Azji w biegach przełajowych (reprezentacja Korei Północnej zdobyła wówczas także złoto drużynowo). Startowała na igrzyskach olimpijskich w Barcelonie (1992) zajmując w biegu maratońskim szóste miejsce. W 1995 zdobyła złoty medal światowych wojskowych igrzysk sportowych.
Rekord życiowy w biegu maratońskim: 2:27:16 (15 października 1989, Pekin) – były rekord Korei Północnej. 

## Osiągnięcia
| Rok  | Impreza                                 | Miejsce    | Konkurencja      | Lokata     | Wynik    |
| ---- | --------------------------------------- | ---------- | ---------------- | ---------- | -------- |
| 1989 | Mistrzostwa Azji                        | Nowe Delhi | bieg na 10 000 m | 2. miejsce | 33:23,91 |
| 1991 | Mistrzostwa Azji w biegach przełajowych | Fukuoka    | bieg kobiet      | 1. miejsce | 19:55    |
| 1992 | Igrzyska olimpijskie                    | Barcelona  | bieg maratoński  | 6. miejsce | 2:37:03  |
| 1995 | Światowe igrzyska wojskowych            | Rzym       | bieg maratoński  | 1. miejsce | 2:38:59  |